# Plectrocnemia alicatai
Plectrocnemia alicatai là một loài Trichoptera trong họ Polycentropodidae. Chúng phân bố ở miền Cổ bắc.